# Campionati europei di sollevamento pesi 1954
I Campionati europei di sollevamento pesi 1954, 36ª edizione della manifestazione, si svolsero a Vienna dal 7 al 10 ottobre; la gara mondiale venne considerata valida anche come campionato europeo e furono classificati i tre atleti del continente col miglior piazzamento.

## Formula
La formula prevedeva tre serie di sollevamenti:
- sollevamento a distensione a due mani;
- sollevamento a strappo a due mani;
- sollevamento a slancio a due mani.

## Titoli in palio
| Categoria            | Eventi         | Atleti |
| -------------------- | -------------- | ------ |
| Pesi gallo           | Fino a 56 kg   | 8      |
| Pesi piuma           | Fino a 60 kg   | 14     |
| Pesi leggeri         | Fino a 67.5 kg | 13     |
| Pesi medi            | Fino a 75 kg   | 12     |
| Pesi massimi leggeri | Fino a 82.5 kg | 9      |
| Pesi mediomassimi    | Fino a 90 kg   | 14     |
| Pesi massimi         | Oltre i 90 kg  | 5      |

## Nazioni partecipanti
Ai campionati parteciparono 75 atleti rappresentanti di 17 nazioni. Nove di queste entrarono nel medagliere. Tra parentesi i partecipanti per nazione.
- Austria (7)
- Belgio (1)
- Cecoslovacchia (3)
- Danimarca (3)
- Finlandia (7)
- Francia (5)
- Germania Ovest (5)
- Italia (4)
- Jugoslavia (1)
- Norvegia (2)
- Paesi Bassi (2)
- Polonia (7)
- Regno Unito (4)
- Saar (7)
- Svezia (7)
- Svizzera (3)
- Unione Sovietica (7)

## Risultati
| Evento       | Oro | Oro   | Argento          | Argento | Bronzo               | Bronzo |
| ------------ | --- | ----- | ---------------- | ------- | -------------------- | ------ |
| 56 kg.       | [[File: Flag of the Soviet Union (1936 – 1955).svg\|class=noviewer\| Unione Sovietica (bandiera)\|border\|20x16px]] Bakir Farchutdinov | 315,0 | Josef Schuster   | 272,5   | Aarne Vehkonen       | 272,5  |
| 60 kg.       | Rafaėl' Čimiškjan | 350,0 | Ivan Udodov      | 350,0   | Sebastiano Mannironi | 320,0  |
| 67,5 kg.     | Dmitrij Ivanov | 367,5 | Josef Tauchner   | 352,5   | Ingemar Gustavsson   | 332,5  |
| 75 kg.       | Fëdor Bogdanovskij | 402,5 | Ermanno Pignatti | 372,5   | Ingemar Franzén      | 372,5  |
| 82,5 kg.     | Trofim Lomakin | 427,5 | Jean Debuf       | 405,0   | Václav Pšenička Jr.  | 395,0  |
| 90 kg.       | Arkadij Vorob'ëv | 460,0 | Mel Barnett      | 385,0   | Wilhelm Flenner      | 377,5  |
| Oltre 90 kg. | Franz Hölbl | 425,0 | Eino Mäkinen     | 407,5   | Adelfino Mancinelli  | 390,0  |

## Medagliere
| Posiz. | Nazione          | Oro | Argento | Bronzo | Totale |
| ------ | ---------------- | --- | ------- | ------ | ------ |
| 1      | Unione Sovietica | 6   | 1       | 0      | 7      |
| 2      | Austria          | 1   | 1       | 1      | 3      |
| 3      | Italia           | 0   | 1       | 2      | 3      |
| 4      | Finlandia        | 0   | 1       | 1      | 2      |
| 5      | Francia          | 0   | 1       | 0      | 1      |
| 5      | Germania Ovest   | 0   | 1       | 0      | 1      |
| 5      | Regno Unito      | 0   | 1       | 0      | 1      |
| 8      | Svezia           | 0   | 0       | 2      | 2      |
| 9      | Cecoslovacchia   | 0   | 0       | 1      | 1      |
| Totale | Totale           | 7   | 7       | 7      | 21     |

## Classifica a squadre
Il sistema di punteggio è basato sui punti distribuiti per l'esercizio totale in base allo schema adottato nel 1948:
| Pos. | Squadra          | Punti |
| ---- | ---------------- | ----- |
| 1    | Unione Sovietica | 33    |
| 2    | Austria          | 9     |
| 3    | Italia           | 5     |
| 4    | Finlandia        | 4     |
| 5    | Francia          | 3     |
| 6    | Germania Ovest   | 3     |
| 7    | Regno Unito      | 3     |
| 8    | Svezia           | 2     |
| 9    | Cecoslovacchia   | 1     |